# Hexatoma azurea
Hexatoma azurea är en tvåvingeart som beskrevs av Alexander 1938. Hexatoma azurea ingår i släktet Hexatoma och familjen småharkrankar. Inga underarter finns listade i Catalogue of Life.